# Таихеики
Таихеики (јап. 太平記, у преводу Хроника великог мира), јапански историјски спев из 14. века. Један од најважнијих извора за јапанску историју тог времена.

## Анализа
Прва половина 14. века у Јапану била је време великих сукоба и грађанских ратова: најпре је цар Го-Даиго у Генко рату (1331-1333) оборио шогунат Камакура (1185-1333) и успоставио директну царску власт - такозвана Кемо обнова (1333-1336), а затим је потучен и протеран од Ашикага Такауџија, који је основао нови шогунат Муромачи (1336-1573). Протеран из Кјота 1336, цар Го-Даиго формирао је такозвани Јужни двор у провинцији Јамато, док је у престоници формиран марионетски Северни двор (од царевих рођака из друге гране царске породице), који је служио за легитимизацију новог шогуната. Прогнани цар и његови наследници наставили су борбу против шогуната Ашикага, познату као рат Северног и Јужног двора (1336-1392).
Таихеики, који је вероватно написао свештеник придружен прогнаном двору цара Го-Даига око 1345. године и који је довршен око 1370. године, покрива догађаје од око 1318 (ступање на престо цара Го-Даига) до 1368. године. Његова историјска поузданост је спорна, али његов садржај никако није измишљен.
Пошто се ради о историјском епу, а не о правој историјској хроници, неки историјски догађаји приказани су реалистично (на пример, замак Акасака је 1331. бранило око 500, а опсађивало више од 800 ратника), а неки са пуно песничког претеривања (на пример, тврђаву Чихаја је 1333. јунак Кусуноки Масашиге пуна два месеца бранио од чак 800.000 нападача).